# Боботов Кук
Боботов Кук или Ћирова Пећина је највиши врх планинског масива Дурмитор, смјештеног између клисура ријеке Таре и ријека Пиве с Буковицом, највишег масива који се у цјелини простире на територији данашње Републике Црне Горе. Висок је 2523 метара и заједно са Безименим врхом (2487 метара) и Ђевојком (2440 метара) чини највиши гребен Дурмитора, звани Соа Небеска, што значи подупирач неба. Соа Небеска својом стијеном са западне стране уздиже се 750 метара изнад долине Шкрке, односно Шкрчких језера. Са источне стране Соа Небеска уздиже се изнад такозваног “каменог мора” Валовити До (2027-2250 метара), највишег ледничког цирка дурмиторског масива.

## Некада највиши врх Црне Горе
До почетка 21. века Боботов врх је важио за највиши врх Црне Горе. Међутим, дугогодишње медијско надметање, које је добило убрзање на друштвеним мрежама, о томе који је врх цар планина, прекинуо је Монстат (завод за статистику Црне Горе). Према подацима добијеним на основу ласерског скенирања терена утврђено је да је највиши врх у Црној Гори заправо Зла Колата, који се уздиже на масиву Бјелича на Проклетијама. Истовремено је утврђено да је досадашњи „врх над врховима” Боботов кук по својој висини пао тек на четврто место. После Зле Колате (2.535 м), по висини следе њој суседни врхови Добра Колата (2.525 м), колико је висока и Маја Росит, такође на Проклетијама, недалеко од Гусиња. Пре овог мерења званичан податак према последњем годишњаку Монстата био је да два врха - Боботов кук и Маја Росит, имају исту висину од 2.522 м.
Заговорници тезе да је Боботов кук највиши планински врх у Црној Гори позивају се на међународне стандарде и правила која се користе у планинарству, по којима се највишим врхом сматра онај који се читавом својом површином налази на територији једне земље, па би по тим критеријумима Зла Колата ипак била "само" други врх у држави. Међутим, званично је уписано, врх црногорских Проклетија је потиснуо врх Дурмитора.

## Поглед
Боботов Кук доминира широм околином било да се посматра из Валовитог Дола, са Жабљака, Тројног Превоја, са Пруташа, са Лучиног врха, са Међеда, са Мининог Богаза, Безименог врха, Чворовог Богаза, са Крновског седла између Шавника и Никшића, или са планине Војник. У условима добре видљивости, са Боботовог Кука могу се видети многи врхови Балкана, међу њима: Ловћен и Орјен (изнад Јадранског мора), Копаоник, Тара, Овчар (удаљен 128 km) и Каблар, Комови, Бјеласица, Проклетије и блискији: Сињавина (Сињајевина), Морачке планине, Маглић, Биоч и Волујак; неки тврде и 210,3 km (у ваздушној линији) удаљена Авала код Београда.